# Liste der Gemeindeverbände im Département Gard
Das Département Gard liegt in der Region Okzitanien in Frankreich. Es untergliedert sich in 17 Gemeindeverbände.
Siehe auch: Liste der Gemeinden im Département Gard

## Gemeindeverbände

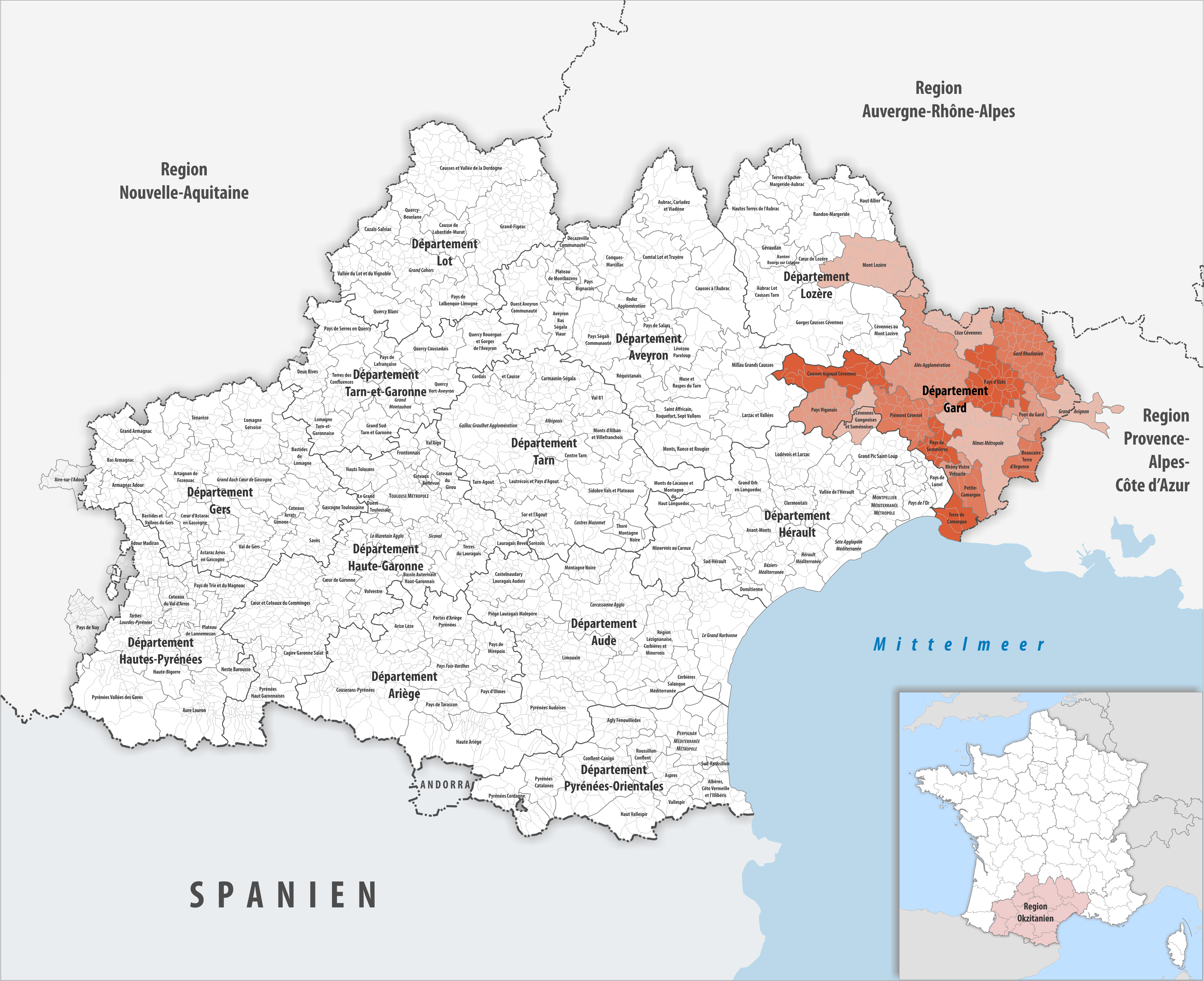
Gemeindeverbände im Département Gard

| Gemeindeverband                   | Gemeinden im Départ./Verband | Einwohner 1. Januar 2022 | Fläche km² | Dichte Einw./km² | SIREN- Nummer | Rechtsform                 | Gründungsdatum    |
| --------------------------------- | ---------------------------- | ------------------------ | ---------- | ---------------- | ------------- | -------------------------- | ----------------- |
| Alès Agglomération                | 71/71                        | 135.747                  | 920,91     | 147              | 200 066 918   | Communauté d’agglomération | 1. Januar 2017    |
| Beaucaire-Terre d’Argence         | 5/5                          | 31.587                   | 205,37     | 154              | 243 000 585   | Communauté de communes     | 20. November 2001 |
| Causses Aigoual Cévennes          | 15/15                        | 5.391                    | 474,90     | 11               | 200 034 601   | Communauté de communes     | 16. Juli 2012     |
| Cévennes Gangeoises et Suménoises | 4/13                         | 12.727                   | 241,13     | 53               | 243 400 736   | Communauté de communes     | 31. Dezember 1999 |
| Cèze Cévennes                     | 22/23                        | 19.141                   | 318,83     | 60               | 200 035 129   | Communauté de communes     | 3. August 2012    |
| Gard Rhodanien                    | 44/44                        | 75.893                   | 632,32     | 120              | 200 034 692   | Communauté d’agglomération | 16. Juli 2012     |
| Grand Avignon                     | 7/16                         | 198.133                  | 302,57     | 655              | 248 400 251   | Communauté d’agglomération | 22. Dezember 2000 |
| Mont Lozère                       | 2/21                         | 5.827                    | 716,34     | 8                | 200 069 128   | Communauté de communes     | 30. November 2016 |
| Nîmes Métropole                   | 39/39                        | 261.624                  | 790,85     | 331              | 243 000 643   | Communauté d’agglomération | 28. Dezember 2001 |
| Pays de Sommières                 | 18/18                        | 24.802                   | 194,11     | 128              | 243 000 296   | Communauté de communes     | 30. Dezember 1992 |
| Pays d’Uzès                       | 35/35                        | 30.894                   | 502,77     | 61               | 200 034 379   | Communauté de communes     | 16. Juli 2012     |
| Pays Viganais                     | 21/21                        | 10.025                   | 383,21     | 26               | 243 000 270   | Communauté de communes     | 30. Dezember 1992 |
| Petite-Camargue                   | 5/5                          | 28.263                   | 203,59     | 139              | 243 000 593   | Communauté de communes     | 20. November 2001 |
| Piémont Cévenol                   | 34/34                        | 22.529                   | 451,43     | 50               | 200 034 411   | Communauté de communes     | 16. Juli 2012     |
| Pont du Gard                      | 15/15                        | 23.624                   | 230,31     | 103              | 243 000 684   | Communauté de communes     | 25. Juni 2002     |
| Rhôny Vistre Vidourle             | 10/10                        | 28.710                   | 81,32      | 353              | 243 000 569   | Communauté de communes     | 26. Dezember 2000 |
| Terre de Camargue                 | 3/3                          | 20.871                   | 202,32     | 103              | 243 000 650   | Communauté de communes     | 10. Dezember 2001 |